# Lovas Kiss Antal
Lovas Kiss Antal (Debrecen, 1964. augusztus 15. –) antrozoológus, kulturális antropológus, etnográfus. Habilitált egyetemi docens és kutató. 
2003-ban PhD fokozatot szerzett, 2008-ban habilitált.
1999 és 2018 között a Debreceni Egyetem Néprajzi Tanszékén oktatott. 
2018-tól a Debreceni Egyetem Gyermeknevelési és Gyógypedagógiai Kar, Társadalomtudományi Tanszékének oktatója és az egyetem hajdúböszörményi kampuszán működő állatasszisztált pedagógiai fejlesztőtevékenység és állatasszisztált segítő tevékenység koordinátor szakképzések szakirányfelelőse. (A képzésekről bővebb információ itt található: www.facebook.com/allatasszisztacio)
Nevéhez fűződik Magyarországon az ember-állat kapcsolat kutatásával foglalkozó antrozoológia tudományterület meghonosítása. A Debreceni Egyetem Antrozoológiai kutatócsoportjának vezetője (A kutatócsoportról bővebb információ itt található: www.antrozoologiakutatocsoport.wordpress.com), az Antrozoológiai Könyvek sorozat alapító szerkesztője és az állatok világnapján október 3-án évente megrendezésre kerülő Nemzetközi Antrozoológiai Konferencia szervezője. (A konferenciáról bővebb információ itt található: www.antrozoologiakonf.wordpress.com)
- Publikációs jegyzéke itt érhető el: https://m2.mtmt.hu/gui2/?type=authors&mode=browse&sel=10011532&view=simpleList
- Fontosabb írásai itt olvashatók: https://unideb.academia.edu/AntalLovasKiss

## Kutatási területei
2021-
1. Antrozoológia kutatások
2. Kutya-ember kapcsolat kulturális antropológiai megközelítésben
3. A városi kutyatartás vizsgálata
4. A társállattartás változása a 21. században
5. Állatasszisztált intervenciók

2010-2021
1. Ünnepek: helyi ünnepek, fesztiválok jelene és átalakulása; a turizmus kontextusa; globális kihívások lokális válaszai - a helyi értékek felértékelődése
2. Migráció: transznacionalizmus, magyar-román határmentiség, mobilitás

1999-2010
1. Gazdaságantropológia: lokális gazdasági stratégiák; a rendszerváltás és az EU-s csatlakozás hatása a vidék gazdaságára
2. Nemi szerepek változása; dolgozó női attitűdök, családszerkezeti átalakulások

Művészeti tevékenység: Holló László-díjas festő, grafikus.

## Főbb művei

### Könyvei
- Lovas Kiss Antal - Topál József - Köböl Erika: Kutyák közreműködésével végzett állatasszisztáció a 21. században. A kutya-ember kapcsolat kulturális antropológiai, etológiai és pedagógiai vonatkozásai. Debreceni Egyetem Antrozoológiai kutatócsoport/Debreceni Egyetem Gyermeknevelési és Gyógypedagógiai Kar Társadalomtudományi Tanszék, Debrecen (2024) ISBN: 9789634906339
- Lovas Kiss Antal -Topál József - Köböl Erika: Animal-Assisted Interventions with Dogs in the 21st Century : Cultural anthropological, ethological and pedagogical aspects of the dog-human relationship. University of Debrecen Anthrozoological Research Group / University of Debrecen Faculty of Education for Children and Special Educational Needs, Department of Social Sciences Debrecen (2024) ISBN: 9789634906360
- Hagyományok a 21. században. 2021. 289 p LKA Debrecen. (Letölthető innen: https://www.academia.edu/94585843/Lovas_Kiss_Antal_Hagyom%C3%A1nyok_a_21_sz%C3%A1zadban)
- Piaci túlélés–kisüzemi lavírozás.: A rendszerváltás gazdálkodásra gyakorolt hatásának néprajzi vizsgálata a dél-bihari régióban. Debrecen: Debreceni Egyetem Néprajzi Tanszék, 2006. 189 p. 2006 (Studia Folkloristica et Ethnographia.; 49.)
- The impacts of the European Union accession to the situation and the economic, social structure of several settlements of the Region of Bihar. Debrecen: Debreceni Egyetem Néprajzi Tanszék, 2011. 176 p. 2011 (Ethnographica et Folkloristica Carpathica; 16.)
- Kisüzemi gazdaságok társadalmi szerepének változása. Esettanulmány egy bihari településről. Debrecen: Györffy István Néprajzi Egyesület, 2011. 192 p. (A néprajzi Látóhatár Kiskönyvtára; 13.)
- Társadalmi ünnepek közösségi funkciói az ezredfordulón. Debrecen: Debreceni Egyetem Néprajzi Tanszék, 2011. 148 p. (Studia Folkloristica et Ethnographia.; 56.)
- A rendszerváltozás utáni gazdálkodói magatartásformák és üzemszervezetek néprajzi vizsgálata. Debrecen: HEFOP Bölcsész Konzorcium, 2006. 130 p. (Nemzeti, vallási és hagyományos gazdálkodási terek szellemi öröksége; 3.)

### Fontosabb cikkei
- A társállatként tartott kutyák a fogyasztói társadalomban. in: Lovas Kiss Antal (szerk.): Tanulmányok az ember és állat kapcsolat értelmezéséhez I. Antrozoológia könyvek. Debreceni Egyetem, Antrozoológiai Kutatócsoport Debrecen 2023. 116–127. ISBN 978-963-490-526-4
- Akiket Columbo tanított kutyázni. A posztantropocentrikus paradigma hatása a városi kutyatartási trendek változására. in (szerk.: Gutyás Klára – Kántor Barbara-Kotics József- Lajos Veronika): Változás és változtatás. Kihívások és válaszok interdiszciplináris megközelítésben. III. Ilyés Zoltán Emlékkonferencia Tanulmánykötet. Kulturális és Vizuális Antropológiai Tanszék. Miskolc, 2022. 117–132.
- Nem kutyásnak való vidék? A kutyatartás városantropológiai nézőpontból. in (szerk.: Bali János– Papp Richárd– Povedák István– Szász Antónia– Tomory Ibolya): Antropológia – Gondolkodás – Alkotás. A. Gergely András köszöntése 70. születésnapja alkalmából. Magyar Kulturális Antropológiai Társaság. Budapest, 2022. 485–498.
- How dog owners perceive public space when walking their dogs? in (ed.: László Letenyei Judit Dobák) Mental Mapping: The Science of Orientation. Schenk Verlang. Passau, 2020. 137-150.
- Application of Animal Assistance at the University of Debrecen Faculty of Education for Children and Special Educational Needs. Special Treatment Interdisciplinary Journal [Különleges Bánásmód Interdiszciplináris folyóirat], 2023. 9. (4). 119–126. DOI 10.18458/KB.2023.4.119
- The Use of Public Spaces in Relation to Dogs in the City of Debrecen. Corvinus Journal of Sociology and Social Policy Vol.10, (2019) No 1, 133-151. DOI: 10.14267/CJSSP. 2019. 1.7
- „Hogy honnan ember és meddig állat, azt csak a jó ég tudja nálad…” Milyen szimbolikus cselekvésekkel pozícionálják kutyáikat a gazdák? in (szerk.: Szirmai Éva-Tóth Szergej-Újvári Edit) Állati jelek, képek és terek I-II. Jel-kép-tér 3. Szegedi Egyetemi Kiadó; Juhász Gyula Felsőoktatási Kiadó Szeged, 2018. 185-197.
- Határon átívelő térségi szintű társadalmi reziliencia. in: Balogh Balázs (főszerk.): Társadalmi és kulturális reziliencia a Kárpát-medencében. Ethno-lore XL. HUN-REN Bölcsészettudományi Kutatóközpont Néprajztudományi Intézet. Budapest, 2023. 43–60.
- A médiaeszközök hatása a rurális térben. in (szerk.: Jakab Albert Zsolt– Vajda András): Vidékiség és vidékkutatások a Kárpát-medencében. Kriza Könyvek 48. Kriza János Néprajzi Társaság; Néprajzi Múzeum Kolozsvár; Budapest 2021. 203-216.
- Online hatások és offline tapasztalatok találkozása a rurális térben. in (szerk.: Dobák Judit –R. Nagy József) Docendo Discimus. ME BTK KVAT 2020. 203-212.
- Farsangi felvonulás a neten át. In: Szerk.: Bihari Nagy Éva, Keményfi Róbert, Kavecsánszki Máté, Marinka Melinda. Diptichon. Debrecen: Debreceni Egyetem Néprajzi Tanszék, 2016. pp. 852–869. (Studia Folkloristica et Ethnographica; 65.) Diptichon Tanulmányok Bartha Elek tiszteletére
- Migráns élethelyzetek a transznacionális térben. In: Szerk.: Turai Tünde. Hármas határok néprajzi értelmezésben: An Ethnographic Interpretation of Tri-Border Areas. Budapest: MTA BTK Néprajztudományi Intézet, 2015. pp. 269–279.
- Helyi társadalmak értékzavarainak gazdasági vonatkozásai, avagy miért kell megdöglenie a szomszéd tehenének? Ethnica XV/2.: (33) p. 36. 2013.
- Factors influencing the change in farming activity in the South Bihar region sience the regime change of 1989, Acta Ethnographica Hungarica 58: (1) pp. 149–162. 2013.
- A konfliktus feloldó innováció. A rendszerváltozás után átalakuló gazdálkodási formák Biharban a tsz-ektől a családi gazdaságokig. In: Szerk.: Ballabás Dániel. Tradíció és innováció a 20. századi magyar paraszti gazdálkodásban. Eger: Líceum Kiadó, 2012. pp. 71–87. (Az Eszterházy Károly Főiskola Történelemtudományi Doktori Iskolájának kiadványai. Konferenciák, műhelybeszélgetések; 4.)
- Családfenntartó nők a rendszerváltozás után. In: Szerk.: Bathó Edit, Tóth Péter. A vászoncselédtől a vállalkozó nőig: A nő a Jászkunság társadalmában: Jászkunság kutatása 2007: Tudományos konferencia a Jász Múzeumban.. Jászberény: Jász Múzeumért Alapítvány, 2011. pp. 250–258. (Jászsági könyvtár; 7.)[3]

## Nyilvános előadások, ismeretterjesztő riportok és interjúk
- Lovas Kiss Antal: Debreceni kutyasétáltatók térhasználati gyakorlatának vizsgálata.  Mentális térképek konferencia. Corvinus Egyetem, MMAP Egyesület. Budapest 2018. https://www.youtube.com/watch?v=DL22Yy0RuqQ
- Négylábúak segítik a debreceni gyerekeket a tanulásban. Dehir.hu https://www.youtube.com/watch?v=kkwAw-3j5vs
- YouTube Professzor - Lovas Kiss Antal, GYGYK: https://www.youtube.com/watch?v=hznoR1PjklI
- Dr. Lovas Kiss Antal: Miért ünnepeljük a kutyák születésnapját? Science Café https://www.youtube.com/watch?v=8U87IRAJd4k
- Karácsony régen és most - beszélgetés Lovas Kiss Antal néprajzkutatóval az ünnepi szokásokról Dehir.hu https://www.youtube.com/watch?v=K8ekv4cdMgE
- Dr. Lovas Kiss Antal: Ujváry Zoltán munkássága a szatmári dramatikus játékok gyűjtése - Szakmai nap a vásárosnaményi Beregi Múzeumban https://www.facebook.com/watch/?v=1245398922320242
- Miért kell megdöglenie a szomszéd tehenének? című előadás a Debreceni Egyetem és az ÉRTÉKTÉR kezdeményezés együttműködésében megrendezésre került 2011-es konferencián. https://www.youtube.com/watch?v=pls5KnkGDm8
- Egyetemre megy Dagda, a debreceni kutya https://www.dehir.hu/debrecen/egyetemre-megy-dagda-a-debreceni-kutya/2021/10/03/
- „Ha elrontom a feladatot, akkor is megölelhetem” – Kutyával asszisztált tanórák Debrecenben https://www.magyarkurir.hu/hirek/-ha-elrontom-feladatot-akkor-is-megolelhetem-kutyaval-asszisztalt-tanorak-debrecenben
- Fókuszban az ember-állat kapcsolatok https://hirek.unideb.hu/fokuszban-az-ember-allat-kapcsolatok
- A Felelős Állattartás Napja: hogyan lehet eltüntetni 300 ezer gazdátlan kutyát? https://www.azenkutyam.hu/elet/a-felelos-allattartas-napja-program/

- 2 napig ingyen tudhatsz meg mindent az állatok viselkedéséről https://www.azenkutyam.hu/elet/debreceni-konferencia/